# Мерчантвил (Њу Џерзи)
Мерчантвил (енгл. Merchantville) град је у америчкој савезној држави Њу Џерзи.

## Демографија
По попису из 2010. године број становника је 3.821, што је 20 (0,5%) становника више него 2000. године.
| Група             | 2000.         | 2010.         |
| Белци             | 3.197 (84,1%) | 2.739 (71,7%) |
| Афроамериканци    | 282 (7,4%)    | 497 (13,0%)   |
| Азијати           | 80 (2,1%)     | 87 (2,3%)     |
| Хиспаноамериканци | 208 (5,5%)    | 444 (11,6%)   |
| Укупно            | 3.801         | 3.821         |